# Andrew Lewin
Andrew Alan Lewin (né le 7 janvier 1987) est un homme politique du parti travailliste britannique qui est député de Welwyn Hatfield depuis les élections générales de 2024.

## Jeunesse et carrière
Andrew Alan Lewin est né le 7 janvier 1987 à l'hôpital Queen Elizabeth II d'origine à Welwyn Garden City, Hertfordshire,. Il fréquente le lycée Bishop's Stortford de 1998 à 2005 avant d'obtenir un baccalauréat en politique de l'Université d'York en 2008,,. Il travaille chez Clarion Housing Group de 2017 jusqu'à son élection au Parlement en 2024. Chez Clarion, Lewin est initialement responsable des communications externes jusqu'à sa promotion en 2021 au poste de directeur des communications, un poste qu'il occupé jusqu'en 2024.

## Carrière politique
Lewin rejoint les Libéraux-démocrates en 2003, alors qu'il est encore au lycée. Il est choisi comme candidat parlementaire libéral-démocrate pour Hertford et Stortford en octobre 2009. Lors des élections générales de 2010, Lewin, 23 ans, le plus jeune candidat libéral-démocrate d'Angleterre, perd face à Mark Prisk du Parti conservateur par une marge de 15 437 voix. En novembre 2010, Lewin fait défection au Parti travailliste, invoquant comme raison son mécontentement à l'égard des décisions du chef des libéraux-démocrates Nick Clegg et du gouvernement de coalition, en particulier le triplement des frais de scolarité universitaires,.
En réponse au référendum sur le Brexit de 2016, Lewin fonde le groupe pro-européen Remain Labour en 2017 et dirige le groupe jusqu'à sa dissolution en 2021. Lewin soutient Jess Phillips lors de l'élection à la direction du parti travailliste de 2020.
Lewin est choisi comme candidat parlementaire du Parti travailliste pour Welwyn Hatfield par les membres de la circonscription du Parti travailliste en mars 2023. Il remporte la circonscription aux élections générales de 2024, battant le conservateur sortant Grant Shapps par une marge de 3 799 voix.

## Positions politiques
Lewin fait campagne en faveur du maintien dans l’Union européenne (UE). Il estime que « le Brexit frapperait plus durement ceux qui ont le moins ». Il déclare également qu'il est de la responsabilité du parti travailliste de s'opposer à un projet qui, selon lui, ferait « le plus de dégâts » aux « communautés les plus pauvres ».
À l'approche des élections générales de 2019, Lewin appelle à la formation d'une « alliance du maintien » composée du Travailliste, des Libéraux-démocrates et des Verts, en opposition au Premier ministre Boris Johnson. Il déclare que la perspective d'un Brexit sans accord est une « motivation suffisante » pour former l'alliance, et appelle les partis à reconnaître qu'ils ont « plus en commun » au lieu d'exagérer leurs différences « pour des gains partisans ».